# 金子尚太郎
金子 尚太郎（かねこ しょうたろう、1994年1月20日 - ）は、日本の元俳優。東京都出身。ぷろじぇくと大和所属だった。

## 経歴
2人兄弟の次男。2005年から歌舞伎や商業演劇の子役として歌舞伎座や新橋演舞場、国立劇場などの公演に出演、特に2007年から2009年にかけては年間10本近くの舞台に出演している。
2010年8月から俳優集団NAKED BOYZのメンバーとなる。初期メンバー44名の中で最年少であった。
2012年3月、通信制の高校を卒業。
2012年7月、体調不良を理由にNAKED BOYZからの脱退を発表。
2017年から映像コンテンツ権利処理機構に連絡のとれない権利者として掲載されている。

## 出演

### テレビドラマ
- 土曜ワイド劇場 越境捜査2（2010年5月22日、テレビ朝日） - コンビニ客 役
- 土曜ワイド劇場 事件14（2010年10月23日、テレビ朝日） - 黒沢良雄（中学時代）役
- 土曜時代劇 隠密八百八町 第1話（2011年1月、NHK） - 小僧 役
- 3年B組金八先生ファイナル 最後の贈る言葉（2011年3月27日、TBS） - 和田翼 役
- 土曜ドラマスペシャル 神様の女房（2011年10月、NHK） - 井植薫 役
- ストロベリーナイト 第9話 - 最終話（2012年3月6日 - 20日、フジテレビ） - 三島耕介（15歳）役

### その他テレビ番組
- 時々迷々「まねっこレミ」（2010年5月、NHK教育） - サーカスの見物客 役
- ハイビジョン特集 二重被爆-ヒロシマ ナガサキを生き抜いた記録（2010年8月、NHK-BShi） - 少年 役

### 舞台
- 魔界転生（2006年9月、新橋演舞場） - 関口弥太郎 役
- 妻をめとらば（2007年7月、明治座） - 林太郎・ヒカル 役
- ナツひとり（2007年11月、新橋演舞場） - 川村照彦 役
- 風林火山（2008年4月、日生劇場） - 武田太郎義信 役
- 三丁目の夕日（2008年11月、明治座） - みのる 役
- すいとんメモリーズ（2009年1月、博品館劇場） - 喜三郎 役
- わが町（2009年10月、サンケイホールブリーゼ）
- NAKED BOYZ ACTⅡ「BADMAN」（2011年7月、新宿FACE）

### ラジオドラマ
- 青春アドベンチャー 放課後はミステリーとともに（2011年9月、NHK-FM） - 小仏 役